# Тимаков, Владимир Григорьевич

Надгробный памятник Герою Социалистического Труда Тимакову В. Г.

 Владимир Григорьевич Тимаков  (1930 — 1988) — старший оператор нефтегазодобывающего управления «Сургутнефть» Главтюменнефтегаза Министерства строительства предприятий нефтяной и газовой промышленности СССР Ханты-Мансийского национального округа Тюменской области Герой Социалистического Труда (11.03.1976).

## Биография
Родился 20 января 1930 года в деревне Танаевка Бугульминского кантона Татарской АССР, ныне в составе Азнакаевского района Республики Татарстан. Русский. Из крестьян. Окончил 8 классов средней школы.
В 1948 году был призван на срочную службу в Советскую Армию. В 1953 году уволен в запас.
С декабря 1953 года трудился оператором по добыче нефти и газа на нефтепромыслах трестов «Бугульманефть» и «Алькеевнефть» Татарской АССР. В 1968 году приехал в Тюменскую область и работал оператором по добыче нефти и газа в нефтепромысловом управлении «Правдинскнефть» в Ханты-Мансийском национальном округе Тюменской области.
С марта 1973 года работал старшим оператором нефтегазодобывающего управления «Сургутнефть» в том же автономном округе.
Один из пионеров освоения сургутских нефтегазовых месторождений	Западной Сибири. Многократный победитель социалистического соревнования и новатор производства, опробовал на практике и предложил много ценных рационализаторских предложений, позволивших существенно увеличить добычу нефти.
За выдающиеся производственные достижения Указом Президиума Верховного Совета СССР от 11 марта 1976 года Тимакову Владимиру Григорьевичу присвоено звание Герой Социалистического Труда с вручением ордена Ленина и золотой медали «Серп и Молот».
Член КПСС. Член Сургутского райкома КПСС. Член пленума Всесоюзного научно-технического общества.
С декабря 1987 года — на пенсии.
Скончался 3 апреля 1988 года. Похоронен в городе Сургут Ханты-Мансийского автономного округа — Югра на Чернореченском кладбище.

## Семья
- Был женат

## Награды
- Золотая медаль «Серп и Молот» (11.03.1976);
- Орден Ленина (30.03.1971).
- Орден Ленина (11.03.1976).
- Орден Трудового Красного Знамени (02.02.1971)
- Медаль «За трудовую доблесть»
- Медаль «В ознаменование 100-летия со дня рождения Владимира Ильича Ленина» (6 апреля 1970)
- Медаль «Ветеран труда»
- «Отличник нефтяной промышленности».